# とめはねっ! 鈴里高校書道部
『とめはねっ! 鈴里高校書道部』（とめはねっ! すずりこうこうしょどうぶ）は、河合克敏による書道を題材とした日本の漫画作品。書道監修は武田双雲。
『週刊ヤングサンデー』（小学館）2007年2号より2008年35号まで変則連載され、同誌の休刊に伴い『ビッグコミックスピリッツ』（同）に移籍し、2008年41号から2015年16号まで隔週連載されていた。
NHKで同名でテレビドラマ化され、2010年に放送された。

## あらすじ
鈴里高校に入学した、カナダ帰りの帰国子女だが達筆である内気な少年大江縁と、柔道部のホープで字の下手な美少女望月結希。それぞれ個性的な新入生の2人は、先輩である加茂杏子と三輪詩織の策略で、部員数が足りず廃部の危機にあった鈴里高校書道部に入部する。
書道部一の実力者で部長の日野ひろみ、担任で顧問の影山智の指導で、初心者の2人は書道の世界に触れる。同じ神奈川県内でひろみの双子の妹・日野よしみが部長を務める鵠沼高校書道部と競い合う中、県内屈指の書道家・三浦清風や清風の愛弟子で縁の祖母・大江英子の指導を仰いだ2人は飛躍的な成長を遂げ、縁は書道展で高い評価を得るようになり、結希も着実に実力を身につけてゆく。
一方、結希に一目惚れした縁と縁をライバルで友達と思う結希の関係は、鵠沼書道部員でそば屋の娘宮田麻衣や、結希の幼なじみで高校書道界の頂点に立つ一条毅、かな書では高校随一の実力者で男嫌いの京女・大槻藍子を巻き込んで波乱含みの展開になってゆく。
そんな中、柔道の国際強化B指定選手に選ばれ、一躍将来の五輪メダリスト候補となった結希に部活動を柔道一本に絞るよう圧力がかかる。「文武両道」を実践しつつある結希を巡り、大人たちが将来を考えて対立する中、結希は1つの決断を下す。縁もまた結希と残された最後の日々を何事もなく過ごすか、秘めた想いを打ち明けるかの決断を迫られることになる。

## 劇中の作品について
劇中の作品は、現役高校書道部生や書道経験者などから一般公募により集めたものであり、コミックスの巻末や作中の註釈にその出典が記されている。誌面上やコミックスでも募集要項が設けられており、採用者にはサイン色紙など特典を贈呈することで対応。また、劇中の重要人物を除き、解説などに登場する書家は実在、あるいは存命の人物となっている。

## 登場人物
※学年カテゴリは第97話でそれぞれ進級・入学した時点のもの。本文では、1年生以外は初登場時の学年を記載。

### 私立鈴里高等学校
神奈川県鎌倉市にある男女共学の進学校。

#### 書道部

##### 2年生
大江 縁（おおえ ゆかり）
本作の主人公。1年3組。第九十七話より2年に進級。書道部唯一の男子部員。眠たそうな目付きをしており、周囲からは「ガチャピン」に似ていると言われる。作者の河合克敏によると、連載開始に当たり女子部員ばかりの高校書道部を取材した際に、意外性を出すため、現役生からは実感が湧かない「字の上手な男の子」を敢えて主人公に選んだという。生真面目で大人しく気の弱い性格だが、後述するヒロイン、望月結希同様に根は負けず嫌い。小学2年生の時から中学3年生までカナダのプリンスエドワード島に住んでいた帰国子女。日本に帰国し、私立鈴里高等学校に入学。新入生歓迎会 クラブ活動説明会で隣り合わせになった結希に一目惚れした。
加茂杏子の着替えを偶然見てしまい、それをネタに、杏子と三輪詩織に脅迫され書道部に入部させられる。その後、元不良の男子同級生に襲われそうになっていた結希を助けようとしたが、結果、彼女の背負いに巻き込まれて右腕を骨折する。以来、結希を異性と見て好意を抱く縁と、そんな彼を書道におけるライバルとみなす結希の関係は微妙な平行線を辿ることになる。一緒に行動することが多いせいで周囲やライバルたちからは仲が良いと思われており、その心中は複雑。また、バイト先で親しくなった宮田麻衣からは好意を寄せられるが、彼女の想いにはまるで気がついていないという鈍感な一面もある（ただ宮田は彼には書と結希以外頭にないので告白したところでフラれると察した模様）。
日本における書写の経験はないものの、日本在住の祖母・英子と盛んに文通していたことから（硬筆）達筆が身に付いている。また、帰国子女だけあり英語力には優れ、英会話も難なくこなす。その他、砂の城造りが得意でコンテストに出場したこともあるなど、板前の父親譲りで手先が器用。反面、日本の伝統や風俗・文化には疎く、日本語会話そのものが苦手で慣用句、諺などの言い回しや隠語、略語は特に苦手としているが、授業・講義等では疑問に感じるところは素直に質問するなど知識を吸収しようとする意気込みは強い。もっとも、“日本人のアイデンティティー”を求める心はカナダ在住のときから根強く持っており、図書室に置かれた唯一の日本人作者の本であった『源氏物語』（アーサー・ウェイリー翻訳の『The Tale of Genji』）を中学時代に読破している。帰国後は、書道を通じさらに日本の伝統文化に触れ、その思いを一層強くしていく。
定職につかない父親との父子家庭で年金暮らしの祖母宅に間借りしており、家庭環境も経済事情も決して良好とは言えない。それでも実直で、細かい気配りが出来るなど性格は良い。ただ、生真面目が度を超し、融通が利かなくて呆れられることも多い。また、 非常に繊細かつ奥手な性格で、ことに結希が絡むと些細なことでも動揺し、考えすぎる余りペースを乱してしまう。それが書にも如実に表れており、筆使いにおける「線が細く力強さに欠けること」が常に課題となっている。その反面「かなの書」など、優美で繊細な書は優れており高野山競書大会では、「かなの書」で『源氏物語絵巻』を出品して二番目に優秀な金剛峯寺賞を受賞している。さらにメッセージ性の高い「漢字かな交じりの書」を磨き上げ、2年生時の「書の甲子園」では最優秀の文部科学大臣賞に次ぐ大賞を受賞した。
入部当初はまったくの初心者だったが、清風の指導を受けるや瞬く間に才能を開花させ、部内では日野ひろみに伯仲する実力を持つに至る。全臨など根気を要する作品を得意とし、手間暇を苦にしない。いきがかりで書道部に入部したが祖母や父が書道の実力者だと後に知る。
自分の容姿や性格には少なからずコンプレックスを抱いており、姿も冴えず服装のセンスも野暮ったく垢抜けないため同年代女子から受けが悪く、男子からは見くびられ、クラスメイトたちからは「残念帰国子女」と揶揄されていた。それゆえ、人前で気後れすることが多く、結希を巡るライバルたちの面前で萎縮してしまうこともしばしば。ただ、素直で礼儀正しく勤勉な性格ゆえに三浦清風や影山智といった目上の人からは好かれる。書道部関係者以外に友達がいないことや経済的事情もあり、携帯電話を所持していない。
3年生時に部長に就任し、以前に比べれば少し頼もしさが感じられるようになる。
望月 結希（もちづき ゆき）
本作のヒロイン。縁のクラスメイト。スポーツ万能で容姿端麗だが、非常に気が強く負けず嫌いで、性格や思考が体育会系。見た目とスタイル以外は女の子らしさが欠片もなく、母親からもそれを嘆かれ、本人もそのことに著しい劣等感を抱いている。そんなガサツさを象徴する（と本人が思いこんでいる）悪筆を克服し、女性らしい繊細で丁寧な字を書きたいという密かな願いを抱いていることが、書道部に自ら籍を置いている本当の理由。ピースの散歩で毎日数キロメートルのランニングをこなすなど普段から当たり前のように体を鍛えているため健康そのもので、食欲旺盛。少し天然で、自身が有名人という自覚にも乏しい。また熱血体質で勝負事が大好き、｢勝負｣と聞くとそれが書道でも己の実力を省みずムキになる。制服以外の普段着は機能性と実用性しか重視せず、ジャージが一張羅でファッション感覚は皆無。月のお小遣いの大半もジョギングシューズなど運動用消耗品に消える。
柔道では全日本で準優勝、インターハイ、全国高等学校柔道選手権大会の48kg以下級で二冠を達成するほどの逸材。10月の国体の柔道・少年の部で神奈川県代表にも選ばれた。「柔道」は幼い頃から続けている「一番得意なもの」で、名誉や大会順位などには興味はないが、限界まで挑みたいという向上心は欠かさず持ち続けている。その一方で、書道に専念したいからと顧問に柔道部の退部を申し出て卒倒されたこともある。
縁のケガ（前述）に責任を感じ、書道部に掛け持ち入部するが、当初は「とめ、はね」の基本もできず、筆順も間違うなど、書道の実力は人並み以下だった。ただ、思い切りが良く男勝りの太く力強い字を書き、柔道で培った運動神経とバランス感覚を生かした大字書に長けるようになる。
同じく書道初心者だが、結希が理想とする美しい字を書く縁には、強いライバル心と劣等感を抱く。一方、作中では2人の技術が上達するにつれ、縁が繊細で女性的な作品を、結希が豪快で男性的な作品をそれぞれ得意とする傾向がますます顕著になっている。また、本人は綺麗で読みやすい字（主に楷書）が書けるようになりたかったこともあって自分が書いたことがある書ならともかく、かなや草書などの崩して書くものや、篆書など普段は使わないもの、書いたことがない書に関しては理解が低く、無遠慮に「上手いのかわからない」などと言ってしまい、かなの書では藍子の怒りを買い、篆書でも一条からもつっこまれている。
柔道の国際強化選手に選ばれたことで島田顧問から書道部を辞めるように言われ、職員会議の議題にも挙げられる。影山や清風からは書道を続けるメリットを出されるが、結希自身は次の「書の甲子園」への参加を最後に書道部を辞めると決断をする。
恋愛音痴でもあり、劇中では縁、勅使河原などから好意を寄せられているが、その想いに気付くような描写はない。唯一、一条とは小学生の時に貰ったラブレターを受け取ったものの、雨に濡れて差出人不明となったがゆえ柔道大会を選び、結果としてすっぽかしたことに対する後ろめたさが勝っている責任感の強さが呼び起こした感情が尾を引いていた。再会後はただの幼馴染みとしか意識していなかったが、2年時の合宿で好きなんだと告白され一旦意識するものの、最終的には気持ちには応えずそのままの関係だった。一方で最終的に大江に対しては、宮田と仲が良い姿に嫉妬したり、彼の書が好きだと言ったひろみの言葉に反応してムキになったり、自分に向けて想いを描き作ったという書に感銘を受け書道を続ける決断をしたり、彼に対して「見直した」と告げたりするなど、自覚はともかく異性としても相応に意識をする描写が見られた。
市民書道大会では大字書で秀作賞を獲得、ようやく念願の書道で認められる。清風から常に縁と同じ課題を課されており、常に縁よりも低い評価に甘んじてきたが、2年生の夏合宿で『九成宮』で縁よりも高い評価を得ることが出来た。ただし、これは宮田麻衣に入れ知恵された一条毅のアドバイスを受けた（同時に筆致が弱いと言う縁の癖が出た）ためで、その次に出された『始平公造像記』では得意な北魏楷書だったが、筆のバネ使いが出来ずにダメだしをされた。
2年生時の「書の甲子園」では光明皇后の『楽穀論』で秀作賞を受賞した。清風が褒めるほどの出来栄えであった。
ピース
望月家の飼い犬で、結希曰く「狩猟犬の血も入った」雑種犬。白く大きな図体に反して人懐こく、他の動物とも仲良くできるので（後述）おおよそ狩猟犬らしからぬところがある。縁が大のお気に入りで、よく飛びかかって押し倒している。大の犬嫌いである影山にもよく懐く。
結希と縁を結ぶキューピッド役としても描かれており、麻衣や勅使河原、一条といった面々が結希（または縁）と良い雰囲気になると、間に割って入ったり吠えたりして邪魔をしている。

##### 3年生
日野 ひろみ（ひの ひろみ）
書道部部長。2年生。第九十七話より3年に進級。名家のお嬢様で、性格はとても優しく生真面目で面倒見も良い。しかし書道のこととなるとストイックで自分にも他人にも厳しい。トレードマークは黒縁眼鏡とツインテール。身長150センチメートル。杏子と詩織からは「日野ちゃん」と呼ばれている。
書道においては部内一の実力を誇り、県内では中学時代から知られている逸材。見た目がほとんど同じだが、性格が正反対の双子の妹・よしみ（後述）がおり、書道の腕前は伯仲している。普段はニコニコ笑っているが怒らせると手がつけられず、杏子・詩織コンビもこの点は心得ており、度が過ぎた悪ふざけでひろみを怒らせることは慎む。また感激屋で嬉しいことがあると泣き崩れてしまう。自分の恋愛はともかく、他人の恋愛話には容赦なく首を突っ込む癖がある。何事にもソツのない妹と比べるとトロくさい一面もあり、低血圧で運動音痴。文化部系美少女としてオタクのファンもいる。杏子のセリフによれば「筋金入りの乙女」で、詩織には真面目同士で縁とは結希よりもお似合いなんじゃないかとも言われている（ただし、当人たちにはその気は皆無である）。
2年生時の「書の甲子園」では鈴里高校書道部では唯一の入賞（秀作賞）をする。また、文部科学大臣賞を受賞した大槻藍子の「かなの書」に興味を抱き、チャレンジを決意する。高野山競書大会では縁と同じ金剛峯寺賞を受賞。3年生時の「書の甲子園」では縁の大賞に次ぐ準大賞を受賞した。
卒業後は大槻藍子や双子の妹・よしみと一緒に東都文化大学書道部に入学した。
加茂 杏子（かも きょうこ）
書道部副部長。2年生。第九十七話より3年に進級。身長175センチメートルと大柄でスタイルにも恵まれる。黒髪で細目。目的のためならば手段を選ばぬ強引な性格で、人を人とも思わず、ガラが悪い。ひろみと詩織からは「加茂ちゃん」と呼ばれている。中学生のころは学校のヤンキー系女子のリーダー格。腕っ節も強く、高校生になり、素行が大人しくなった後も周辺のヤンキー達から一目置かれている。
部員不足を理由に廃部の危機にあることから、自分が着替えているところに偶然居合わせた縁を脅迫し書道部に入部させた張本人。また、結希との柔道対決ではプロレスの悪役張りの目潰しを目論むが、あっさり返り討ちにされ辱めを受けることに。
明朗快活であけっぴろげな性格の割に恋愛に関しては奥手で純情。中学時代、幼馴染みとのデートを成功させるため「理想の女の子」と当人が考えていたひろみに弟子入りする。その一件を通して反目していた詩織とも仲良くなり、三人組の仲間意識が芽生える。男勝りな自分よりも「男らしい態度」の男性に滅法弱い。そのため、軟弱な縁や影山には手厳しい。
ひろみに弟子入りしたことで、書道の世界に触れ、書道部に入った。書道に関しては一通りの知識とそれなりの腕前を持つが真面目に取り組む気はなく、仲の良いひろみ・三輪と放課後ツルむのが目的で籍を置くというのが本音だった。ところが、自分が引っぱり込んだ縁や結希の情熱に振り回されることになる。負けず嫌いで、特によしみに負けるのを屈辱と思い、「負けて嘲笑されるぐらいなら死ぬほど努力する」というかなりひねくれた性格をしている。3年生時の「書の甲子園」では入選を果たしている。
清風からはセクハラまがいのちょっかいをかけられ（後述）、逆に、湘南での海水浴では沖に出ていく清風のお守りをするなど腐れ縁。縁をパシリにしたり、大槻への嫌がらせに利用したりもしているが、持ち上げることも多く憎からず思っており良い姉貴分となっている。
勉強嫌いな素振りを見せるが、実は頭は良く卒業後は看護学校に入学、本人曰く子供の頃からの夢だったらしい。
三輪 詩織（みわ しおり）
書道部の会計。2年生。第九十七話より3年に進級。茶髪。穏やかで端麗な外見とは裏腹に性悪で悪知恵に長ける。頭の回転が速く、縁や結希を入部させるための計画を立てたのも彼女。センスが良くおしゃれな遊び人だが、特に親しい男子などはいない。計算は速く、経済観念にも長け、低予算でトータルコーディネートし、書道店で筆を購入する際も値切っている。
ひろみや杏子とは中学時代からの同級生で2人からは「三輪ちゃん」と呼ばれている。中学当時、クラスではギャル系グループのリーダー格で、ヤンキー系の杏子とは反目していた。杏子がひろみに弟子入りしたことをきっかけに2人と親しくなり、以来親友（悪友）となる。杏子とは良い（タチの悪い）コンビ。もともと杏子と真っ向から張り合っていただけのことはあって負けず嫌い。杏子同様に「負けて嘲笑されるぐらいなら死ぬほど努力する」性格で、後輩に後れをとるのがイヤで密かに縁や結希の成績を気にしている。ただ、「頭を使いズルをするのも実力のうち」と考えるしたたかさを持ち、そうした本性を笠置亜紀子からは即座に見破られた。また、かな書で苦戦している点も大槻に見破られている。
3年生時の「書の甲子園」では入選を果たしている。実は成績優秀であり、卒業後、現役で早稲田大学政経学部に入学した。

##### 1年生
羽生 翔子（はぶ しょうこ）
結希に憧れて鈴里高校に入学した新1年生。明るく天真爛漫な性格。一本背負いを得意とする柔道経験者で、結希に強い憧れを抱いており柔道部に入部。だが、結希が掛け持ちで書道部にも在籍していると知ると、すぐさま書道部にも掛け持ちで入部した。結希同様の機能、実用主義で、普段着は彼女と同じくジャージ姿である。
小学生の1年から3年まで習字の塾に通っていたため、基本の筆遣いは出来ているが、あくまで「尊敬する先輩（結希）がやっているから」という意識で入部した。しかし、市の展覧会で自分の書く「習字」とのレベルの違いを感じ、考えを改め、以後は真摯に部活に取り組み、前衛書に興味を示し、島と意気投合、「書の甲子園」で入選を果すなど才能の片鱗を見せる。素直かつ単純な性格のせいか、何かと考え込む質で煮え切らない性格の縁に対しては手厳しい所がある。
島 奏恵（しま かなえ）
羽生とほぼ同時期に入部した、黒髪のお下げと眼鏡姿が特徴の新1年生。影山とは歳の離れた従兄妹同士で、プライベートでは「智おじさん」と呼んで慕う。生真面目で融通が利かず、自尊心が強い一方、直情径行型で周囲に感化されやすい一面も持つ。クラブ説明会における書道部のパフォーマンスを「ふざけている」と鈴里書道部に嫌悪感を抱き、さらにかねてから「おじさん」をバカにする部員（杏子と詩織のこと）がいると聞いていたため書道部入部を頑なに拒んでいたが、ひろみの書道に対する真摯な姿勢と実力を知って入部を決意した。
潔癖性で男性の行動原理に偏見を持っている面もあり、縁に対してはいろいろと誤解していて快く思っていないが、縁の結希への気持ちを知ってその煮え切らない態度に歯痒さを覚えて気を揉んでおり、あれこれと根回しをすることも。
書道経験者で、臨書では部内でもひろみに次ぐ実力を誇る。だが、指導者の影響によりポリシーとして前衛書に情熱を注いでおり、その分野で正当な評価を得たいと考えている。だが、芸術性が高すぎて理解されないせいで他の部員たちの反応は冷ややかであり、市民書道大会において自信作だった前衛書では入選どまり。その理由について審査をした清風は「自分が書いたことのないジャンルの書道は評価できない。ただ一目で入選に値する素晴らしい作品と感じた。」と率直な感想を告げたことで納得する。「書の甲子園」では1年生ながらも優秀賞を受賞した。

##### 指導者
影山 智（かげやま さとる）
鈴里高校の教師。教科は地歴公民を担当しており、専門は世界史。独身。大の犬嫌い。1年3組（縁や結希のクラス）の担任で書道部の顧問。指導に反抗的な杏子や詩織から頭髪が薄いことを「ハゲ山」などとバカにされるのが嫌で顧問の仕事を事実上放棄していたが、縁や結希が入部し、部内の力関係が変化したのを機に指導に力を注ぐようになる。書に関しては豊富な知識を持ち造詣は深いが、自慢の蘊蓄を披露するのが好きなせいで話が進まないことも多い。 横山光輝の大ファンで中国史マニア。授業内容が偏りがちのため、生徒からの評判は悪い。
一方で「鈴里高の祐筆」と呼ばれ、いわゆる「タレ幕」や柔道場の名札などの筆耕を引き受けており、なくてはならぬ存在。実は篆刻マニア（署名のかわりに押すハンコを作る作業）。
熱血体質だが、お調子者で清風宅をアポなしで訪ねたり、「道案内はまかせろ」と言って道に迷ったり、目的地のことを碌に調べていなかったりと肝心なところで信頼を損ねたりする手落ちな行動も多い。だが、柔道選手として有望視される結希が書道を楽しんでいるのにやめさせるのは納得がいかないと悩むところも。一方で、結希の処遇を繞り、柔道部と書道部がお互い衝突した際には、結希の立場を尊重する意見を周囲に諫言するなど、世間に対し広い視野を持っている。
鵠沼書道部との合同合宿で笠置奈津子に一目惚れ。良いところを見せようと張り切り書道では好評価されるが、ピースから逃げ回るみっともない姿を目撃され幻滅される。奈津子に彼氏がいることを知って落胆するが大人の態度を貫いた。
英子を敬意をもって講師に迎え入れ、その指導で改めて書道の奥深さを知り、影山自身も指導を仰ぐ。
大江 英子（おおえ ひでこ）
縁の祖母。眠たそうな目付きが孫息子の縁に瓜二つであり、隔世遺伝と紹介されている。旧姓は神林（かんばやし）。カナダから帰国した息子、孫と同居するようになる。経験豊かな縁や結希らの良き助言者。縁が結希に気があることを察し、人知れず応援している。
清風の愛弟子の1人。清風から手ほどきを受け、高校卒業後は独学で書道を学び確かな実力と豊富な知識を誇る。一番好きな書は「良寛さん」。普段は温和だが、頭に血を昇らせカッとなることも。何事にも素直で心優しい縁には優しい祖母だが、放蕩息子の義之には手厳しい。
少女時代は小悪魔的な性格で、湘南女学院に通っていた47年前、堅物な性格から孤立しがちだった笠置亜紀子のため下駄箱にカエルを仕込んだり教科書にパラパラマンガを描いたりといった数々のイタズラを仕掛ける。当時、一介の書道教師だった清風から部活に誘うよう助言され「根が消極的な清風自身に書道部を作らせた」。亜紀子とともに入部して書道を学び、清風曰く当時の生徒の中でも一、二を争うほどの優秀な書の腕前だった。
かなの書を教わりたいという部員たちの熱望により、第77話から鈴里高校書道部特別講師に就任する。以後は縁も含む部員たちから「大江先生」と呼ばれる。恩師・清風から学んだ「書道を楽しむ気持ち」を若い世代に伝えたいという熱意から、独学で得た書の知識を惜しげもなく披露し、練習用の教材や高価な料紙も提供するなど、全面的に鈴里高校をサポートする。また、ウィットに富んだ話術とツボをついた話題で、杏子や詩織のように熱意に欠ける未熟者もすっかり虜にするなど、教師生活40年の「実績」を誇るライバル亜紀子に「実力」で伯仲する。
普段は温厚であるが、負けず嫌いな杏子たちが鵠沼に完敗し、「賞レースで高評価を得るための指導」を要求したことに対しては激怒。誤解から指導まで放棄するが、縁の取りなしで元の鞘に収まる。

#### 柔道部
島田（しまだ）
柔道部顧問。髭面で頭髪が薄く、逆さにしても顔に見えるダルマ顔。オカマ口調で、少々スケベ。
俗物を地で行き、オリンピックメダリスト級の逸材である結希の指導者として名声を得ることに腐心。書道部と掛け持ちしていることに不満を抱き、柔道に専念させるためなら手段を選ばず、密かに教職員間で影山にも圧力をかけている。しかし他の柔道部員たちに「望月は柔道推薦で入学した」と言っていたことが嘘だと発覚して以来、結希からの信用を著しく損なって強く出られなくなり、発言に一喜一憂している。
島田の心配を余所に、結希は書道部に所属したことで組み手における力の入れ加減を経験則で学ぶなど確実に進化を続けている。
結希が国際強化指定選手に選ばれるに至り、理事長を巻き込んで結希を書道部から退部させるよう影山に圧力をかけるが、それまで言われるままだった影山も校長や清風を巻き込んで対決姿勢をとることに。結果、将来的な進路として結希が柔道を選択したため、一段落付くが、「試合に勝ち続けること」を条件に書道を続けられるよう懇願されたうえ、三輪の入れ知恵で大会優勝のインタビューで「書道が役に立った」とコメントされたことで、結希や羽生だけではなくバカにならない数の柔道部員が書道部を掛け持ちすることになる。
久我 将也（くが まさや）
鈴里高校の1年生。腰越南中学校出身。結希をナンパしようとして一本背負投で投げ飛ばされ、結果として縁を負傷させた人物の1人。その後、結希を追って柔道部に入部した。アフロ気味のヘアスタイルだったが、入部に伴い坊主頭になる。元ヤンキーで杏子には畏怖の念を抱いている。
柔道に関してはド素人だったが、本作の柔道部入部から半年後と思われる描写では黒帯、2年の夏には結希もフェイントを二つくらい掛けないと投げられないなど、柔道部男子の中でもかなり上位の強さとなっている。後に団体戦出場選手にも選ばれるなど島田も、その部活熱心さを買っている。
結希の書道部復帰後は他の柔道部有志と共に書道部を掛け持ちする。書道においても熱心さを買われ、3年の夏には書道パフォーマンス甲子園で縁や2年生部員たちと同格のポジションを担当した。

#### その他
生徒会長
黒縁太眼鏡の真面目な生徒会長。書道部が部活としての条件（前述ひろみの脚注参照）を満たしていないとして、ひろみに廃部を通告するが、文化祭でひろみに人目につく玄関前広場の使用許可を申請されて興味を抱き、影山と共に見物。当初は歯牙にもかけず見下していた書道部のパフォーマンスに思わず見入ってしまう。結果はアンケートでも大好評。文化祭後に廃部保留を伝えようとするが「書の甲子園」の結果発表で伝達が遅れる。
村田
遺跡発掘部所属。茶髪のロン毛で元ヤンキー。杏子とは元ヤン仲間で今でも付き合いがある。マイナー文化部同士で書道部にはライバル意識を持つ。

### 私立鵠沼（くげぬま）学園書道部

#### 3年生
日野 よしみ（ひの よしみ）
鵠沼高校書道部部長。ひろみは双子の姉で外見は瓜二つだが、眉毛（つり眉/たれ眉）やメガネフレームの形などが異なる。「腹黒く攻撃的で偏見丸出し」という真っ黒な性格から、杏子や詩織からは「悪魔のような性格」「ブラック日野ちゃん」と揶揄される。
負けず嫌いで攻撃的かつ示威的なため、とかく感情が暴走する。とりわけ、姉が絡むと勝ち負けの問題ではない事柄でも周囲の迷惑などお構いなしに暴走する「お子ちゃまキャラ」。ひろみに対しては、普段から目覚まし時計を時間前に止めたり入浴中にメガネを隠したりと下らない嫌がらせをしている。
新指導者として就任した亜紀子が実力主義を敷いて麻衣ら実力の劣る部員たちを差別し、事実上指導放棄し切り捨てている状況もあっさり受け入れるなど、完全なまでの実力至上主義。かたや才に溺れない努力家でもあり、自由時間も惜しみ、恋愛感情などにも現を抜かさずようするなど自分に厳しく、日々稽古に邁進している一面もあるため、時に強力なリーダーシップを発揮する。それでも、傲慢で態度が悪く人望には欠け、実力の劣る者を見下した発言や人の失敗を口汚く罵るなど、放言癖が酷く、良識ある年長者を怒らせることも多々あるため、部員たちからはすっかり呆れられ、疎まれている部分もある。
書道の作風は異なるものの、姉妹の実力は互角。市民書道大会では共に優秀賞をとり、2年生時の「書の甲子園」でも共に秀作賞を受賞している。3年生時の「書の甲子園」ではひろみの準大賞に次ぐ優秀賞であった。
ひろみ絡みでは、杏子からひろみと間違えられて話しかけられた際に「二度と話しかけないで」と言ったことから、ひろみに嫌われたと思い込んだ杏子がショックで寝込んでしまったり、夏に行われた肝試しではひろみと一緒に脅かし役を大成功させたりという裏エピソードもある。書道以外のプライベートには全く触れられていないキャラでもあるが、作中では様々なエピソードが語られている。
卒業後はひろみと一緒に東都文化大学書道部に入学した。
見城 美弥子（けんじょう みやこ）
書道部副部長。長髪で切れ長の目をした美形の女生徒。鵠沼高校では「書道部の栗山千秋」と呼ばれている。よしみとは対照的に至って大人しく謙虚な性格なため、他の部員からも人望と信頼が厚い。書の実力は確かで、特にかなに関しては鵠沼書道部で一番の腕前とよしみからも認められており、「書の甲子園」でも入賞を果たしている。運動はあまり好きではない模様。よしみの負けず嫌いで横暴な性格に手を焼き、実質的にフォローとなだめ役となっている。見かけによらずグラマラスな体型。連載初期は台詞のないモブキャラ扱いだったが、よしみ、勅使河原と共に12巻の表紙絵を飾った。
3年生時の「書の甲子園」では鵠沼高校の中で最高の準大賞を受賞した。

#### 2年生
勅使河原 亮（てしがわら りょう）
鵠沼の書道部唯一の1年生男子部員。第九十七話より2年に進級。長身で二枚目な上、性格は社交的。以前から書の鍛錬を重ねており、腕前もかなりのもので入部直後にして『九成宮醴泉銘』の全臨を書き上げるほどで、縁達も参加した市民書道大会で秀作賞を受賞。
自信家で慇懃無礼な部分もあり、当初は縁の書の実力を見くびっていたが、根は隠しごとのできない素直な性格であり、合同合宿の後に縁の実力を認め、良きライバルとなった。敵味方関係無く公平に評価するため、よしみに睨まれている。
結希に気がある素振りをみせ、縁とは恋愛面でもライバルなのだが、双方が恋愛音痴のためにまるで気付かれていない。同じく結希に好意を抱き、「書の甲子園」において強力なライバルである一条に対しては強烈な対抗意識を燃やしている。学業成績も進学校の鵠沼で上位30以内に入っており、縁や一条とは異なりそれなりに運動神経も良い。
2年生時の「書の甲子園」ではよしみと共に優秀賞を受賞した。
宮田 麻衣（みやた まい）
書道部の1年生部員。第九十七話より2年に進級。茶髪で垢抜けた感のある女子高生。縁が偶然アルバイトすることとなった鎌倉駅近くの蕎麦屋「宮田庵」の一人娘で、積極的に家業を手伝う孝行娘。入部のきっかけは「店のお品書きはプロに頼むとお金がかかるので、上手になって自分で書きたい」と思ったから。
一緒に合宿した他校唯一の男子であるにもかかわらず、縁のことはまるで印象になく、縁がバイトで冴えない働きを繰り返していた当初も、「使えないヤツ」と軽蔑していた。しかし、英語が堪能という意外な一面を知って認識を改め、密かに好意を持つようになる。それ以後は、勇気を振り絞って電話番号を聞き出し自宅に電話したり、デートに誘ったり浴衣姿で誘惑したりしても、鈍感な縁にはまるで気付いて貰えず報われていない。そのため、縁を「鈍くさくてダサいヤツ」と見下している部分もある。また、部活を優先する余り、誘いを断ったのを生意気と感じたり、他の男子と仲良く会話が弾んでも全く動揺しない縁から、異性として意識されていないことにショックと苛立ちを感じたりし続けているが、かえって縁への想いは強くなってきていた。彼女が登場するシーンは書道より恋愛劇が中心となっている。最終的には縁の心が一途に結希にあることを察して告白しなかったことを安心したり、結希にそれとなく縁の想いを伝えたりすることで、身を引いたような格好になっている。
書道における実力は部内で下位だが、部の対外活動にはおおむね参加している。その成果か、「書の甲子園」で入選を果たすまでに。結希からは密かにライバル視されており、逆に縁を巡っては結希に対抗心を燃やす（ただ結希の方も無意識的に彼女と縁の関係には嫉妬している描写がある）。しかし、大晦日のバイトを通して結希の人となりを知って仲良くなる。ただし、本人の人となりをほとんど知らない杏子と詩織からの評価はあまり良くない。また、島に立ち入ったこと（鈴里部内の恋愛事情）を聞いてしまったり、一条とのやりとりを盗み見られたりしているせいで、羽生と島からは一条を恋愛対象にしていると勘違いされている。

#### 指導者
笠置 奈津子（かさぎ なつこ）
書道部顧問。東都文化大学書道科卒。25歳。才色兼備でスポーツ好き。明石という彼氏がいる。
良家のお嬢様で、楚々とした外見に反して、伯母譲りでプライドが高く負けず嫌い。得意のランニングで望月に後れをとると対抗意識を燃やし、鈴里書道部が伯母の亜紀子に講師の依頼を持ち込むと同じ発想がなかった自分自身に腹を立て、影山たちにトゲトゲしい態度を取ってデートに集中できないなどしている。
特別顧問に就任した伯母の意向で、いわゆる「文字を上手に書けるようになりたい部員のため」の下級組（二軍）の指導をすることになった。
笠置 亜紀子（かさぎ あきこ）
書道部特別顧問。奈津子の伯母であり東都文化大学書道科の卒業生でもある。学生時代は本格的に書を学び、後に高校教師となり書道も教えていたが、定年退職している。性格は厳格そのもの。「かなの書」に精通している。
共に清風に学んだ英子とは学生時代からのライバル。恩師の紹介で師事したいと願い出た鈴里高校書道部の申し出を一度は快く受け入れたが、縁が英子の血縁者と知るや態度を豹変させて固辞した挙句、後に鵠沼書道部の特別顧問に就任。事実上の最高指導者になり実力第一主義の指導を行っている。主に「書道科がある大学進学を目指す」部員と上級者（一軍）の指導に力を入れている（亜紀子自身はそうして得た「成果」は生徒たちの財産となると考えている）。
女学生時代から周囲の風紀に口出しするなど、かなり厳格な性格であったため、共に過ごした英子からは数々のイタズラを受けた。中でも下駄箱にカエルを入れられたことがトラウマで年を経てもカエルが苦手。
ケガをした英子を介抱した清風の姿に一目惚れしてしまいすっかり入れ上げ、彼が書道部を立ち上げると、英子の計略に先んじ、自ら志願入部している（その際、佐田啓二に似ているなどと言って英子を閉口させた）。結局は、清風の結婚で失恋してしまうが、清風には感謝の念を片時も忘れず抱き続けているだけでなく、年甲斐もなく初々しい態度を執る。しかし、英子から、同じ清風から書を教わった身でありながら、書に対する意識、価値観が師と全く違うことを仄めかされ、動揺を見せる。

### その他書道部員

#### 2年生
一条 毅（いちじょう たけし）
書道の名門校、大分豊後高校書道部で、周囲の書道部員が思わず見返る二枚目の好青年。
1年生時の「書の甲子園」では文部科学大臣賞（創作作品）を受賞し、母校を優勝させた立役者でもある。授賞式の席上揮毫（衆人環視の中で筆捌きを披露する）では結希に気を取られながらも、とっさに構成を変えて作品を仕上げるなど看板に違わぬ高い実力を持つ。また、修学旅行で訪れた中国では見た書を手本なしに写し取るなど抜群の記憶力を持っている。
旧姓は阿部で、両親の離婚により改姓。小学生時代は神奈川県藤沢市に在住し、三浦清風の直弟子だった。結希とは低学年の頃、同級生になり初恋の相手でもある。両親の離婚で転校することになり、勇気を振り絞りラブレターを出したものの、約束の場所に現れなかったことで失恋と感じていた。そのため、結希と仲良くしている（彼女が意識している）縁に対して複雑な感情を抱く。
前人未踏の、「書の甲子園」連覇を達成するため部の合宿には参加せず、自らの原点である三浦清風の元で修業を行うと宣言し神奈川に来る。縁と二人きりになった際に野心と結希への想いを伝え、縁を萎縮させた。鈴里と鵠沼の合同合宿にも参加。似た立場にある勅使河原と話は弾むものの、互いに強烈なライバル心を抱いている。
書道に関しては自信家かつ野心家ではあるが非常にストイックで取り組む姿勢は真剣そのもの。ただ、勅使河原とは違い縁の実力をやや見くびっており、恩師の清風が縁の才能や性格を非常に高く買っていると知って、嫉妬めいた感情を抱く。また結希に絡んだことで邪念が入ることも多い。
本人はかなりの犬好きだが、縁と違いピースとの相性は非常に悪い（懐かれている縁を常々羨んでいる）。また身軽で器用そうな見た目に反して運動音痴で根っからの文化系。
2年生時の「書の甲子園」で縁と並んで大賞を受賞した。縁に握手を求めて実力を認めながら再戦を約束したが、結希の心に響く書だったのは縁の方だったと敗北感を味わっていた。

#### 3年生
大槻 藍子（おおつき あいこ）
京都青蓮女学院書道部に通学する小柄の女子高生。髪型はショートカットでくりっとした眼も特徴。2年生時の「書の甲子園」では文部科学大臣賞（臨書作品）を受賞。表向きは慇懃で控えめだが、性格や言葉遣いに裏があり、本性は示威的な性格で、毒舌家でもある。杏子たちからは「京女」と呼ばれており、互いに牽制し合う仲。プライドが高く、自分の実力を鼻にかけるところも多い。それゆえ、自分の作品を、「かなの書」は読めないという理由で良さが分からないと率直な感想を述べた結希に激怒。逆に感動したと褒めたひろみに「かなの書」の良さを教えている。結果、対抗意識もあってひろみが「かなの書」に熱意を燃やすことになる。それだけに、書道への熱意は並々ならず、関西周辺の博物館には足繁く通っている。また、歴史に造詣が深く、「仏像ガール」を自称するほど仏教美術にも精通している。
東都文化大学のオープンキャンパスでひろみたちに再会してからは、ひろみと仲良くなりライバルと認めるようになる。また、修学旅行で京都に来ていた結希と縁に偶然にも邂逅。関西の美術館巡りに積極的に協力した。その際、感性が合う結希と親友になったが、土産物屋で結希と間違え縁に抱きつき、男性恐怖症（後述）ゆえに卒倒する。
中高一貫の女子校育ちゆえに免疫がなく男子全般が苦手（恐怖症である一方、周囲は男嫌いと呼んでいる）。それをネタに詩織にからかわれたり、縁を使ったイヤガラセを受けたりしている。しかし、縁の持つ意外性や不思議な魅力には男性恐怖症を忘れるほどであり、高野山競書大会では、偶然にも縁と同じ題材『源氏物語』を選び、自分に迫る繊細な筆致で作品を仕上げた縁の実力を認めると同時に、自覚こそしていないものの、縁への特別な気持ちが芽生えているかのような描写があった（章題が結希と彼女を指す「ツンデレな二人」。ただし、劇中はそれ以上描かれることなく終わった。）。
3年生時の「書の甲子園」では日野ひろみと並んで準大賞を受賞。卒業後はひろみと一緒に東都文化大学書道部に入学。

### その他
三浦 清風（みうら せいふう）
神奈川県きっての書家で書道歴は60年。鎌倉市の市民書道大会では審査委員長をつとめる。「書の甲子園」にも審査員として招聘される。
厳格そうな外見とは裏腹に性格は柔軟・軟派・スケベで、特に杏子に対してはよくセクハラまがいなことをしており腐れ縁。周囲からは「先生」「三浦先生」「清風先生」と呼ばれ尊敬の念を集めているが、杏子は先述の件もあって「じじい」と呼び、結希は「おじいちゃん」と呼んでそれぞれ慕っている。物事を俯瞰しておおらかに捉える柔軟な面と、生来の性格である生真面目で誠実な堅物の面を併せ持っており、含蓄に富んだ発言をする一方でちゃっかり下心も持ち合わせるなど大きな人間性を持つ。
縁が初心者であることを一目で見抜き、厳しい言葉をかける一方でその才能をいち早く評価した。英子と亜紀子の学生時代の恩師。元教師であるためか若者への指導に熱心で、初級者である縁と結希にも的確な指導を行う。若き日には女学生の要望に応えるべくかなの書を独学した。
確かな鑑定眼を持つだけでなく、自らも高い実力を誇り漢字だけでなく「かなの書」にも精通する。何事にも公平な人格者で人の失敗にも寛容。書道以外のことにはこだわりを持たない実用主義者。また無類の酒好き。
若い頃は体が弱く病気がちだった。戦争で書道や学問を中断させられ、戦後は価値観の激変により古くさいと揶揄されつつも根気よく書道を続ける。ところが作品展で「漢字かな交じりの書」や「前衛書」に遭遇。刺激を受け、自らも挑戦するがうまく書けないことに悩み、師のすすめで基礎から学び直す。勉強を続けいずれは書道展に出展しようと考えていたが、一人の書道家、井上有一との出会いで自信を打ち砕かれ意気消沈。だが、書道への熱意を捨てることが出来ず一歩一歩進む道を選んだ。
若かりし亜紀子から熱烈に想いを寄せられるが、本人に伝わることはないまま、校長の一人娘と見合いで結婚。先立たれた妻に対しては経済的に苦労させた上、夫らしいことは何一つしてやれなかったとの悔恨の思いを抱いており、それが本人にとって一つのコンプレックスでもあったが、清風に好意を抱く結希からは即座に否定され、彼女の見方を変えるようになる。
大江 義之（おおえ よしゆき）
縁の父親。板前だが怠惰で根気がなく仕事が長続きしない天才肌の「自由人」。カナダへ渡ったのも気まぐれ。嘘を付かないことをモットーとしているが、それが原因で妻に逃げられた。またサラ金からの借り入れがおおよそ10万円くらいあるらしく、初対面の結希を借金取りと勘違いして海に飛び込み逃亡するなど大袈裟な対応を取る。昔はピンク・レディーの親衛隊だった。放蕩息子で英子にとっては頭痛の種で、大江家の経済事情が優れない原因。父親らしいことは何一つしていないが、息子の縁からは慕われている。
書道の腕前はかなりのもので同年代では努力家の縁よりも遥かに上を行った。また、そのことに関して自ら明かすことも隠すこともしていない。名前は書聖王羲之にちなんでの命名だが、完全な名前負けと実母の英子から後悔されている。また、母の思惑に反して料理人の道を選んだが、熱意を通したことで許されたことを縁に告げている。
浯渓洞（ごけいどう）の店主
氏名は不明。白髪頭に眼鏡姿の老人で、鎌倉市内で書道用品店を営んでおり、店は作中で市内や近辺に在住する書を嗜む者も常連。
書道や用具に詳しく、初心者の縁や結希に用具のあれこれを説明するが、縁の持ち前の聞き上手のおかげでかなり濃い内容になり結希は聞き飽きる様子を見せる。
中国から輸入した白い山羊をシロと名付けて飼っている。本人曰く「羊毫筆を作るビジネスを始めたかったが、業者や酪農家の誰も乗り気でないことから現在でも仕方無く店内にて飼い続けている」とのこと（作品内でのフィクション）。望月家のピースと仲良しになる。
宮田麻衣の父
そば屋「宮田庵」の主人。店舗は鶴岡八幡宮の門前通りにあり、観光客が多く訪れる。そのため、夏休みのアルバイトとして縁を雇ったことが、麻衣との接点になる。
多く来店する外国人観光客を相手に、見事な英会話を披露した縁を高く評価するようになるが、麻衣の依頼でお品書きを書くことになった縁が生真面目な性格ゆえに難航するのを歯がゆく思っている。真面目で誠実な縁が娘の婿になってくれればと考えている節がある。
大友 大輔（おおとも だいすけ）
杏子の幼なじみで初恋の相手、同学年。小学生時代、杏子と同じ空手道場に通っていたが、組み手は彼女のほうが強かった。
父親の仕事の関係で小学校卒業と同時に東京へ引っ越し、都内の中学校に通う。なお、引っ越してからも空手は新しい道場で続けていた。
登場時点では、シンガポールに在住している。

## 単行本
- 河合克敏『とめはねっ! 鈴里高校書道部』 小学館

ヤングサンデーコミックス 全14巻
1. 第1巻（2007年5月7日発行、2007年5月2日発売） ISBN 978-4-09-151197-3
2. 第2巻（2007年10月10日発行、2007年10月5日発売） ISBN 978-4-09-151239-0
3. 第3巻（2008年4月9日発行、2008年4月4日発売） ISBN 978-4-09-151317-5
4. 第4巻（2008年12月3日発行、2008年11月28日発売） ISBN 978-4-09-151404-2
5. 第5巻（2009年7月5日発行、2009年6月30日発売） ISBN 978-4-09-151429-5
6. 第6巻（2010年1月12日発行、2010年1月7日発売） ISBN 978-4-09-151480-6
7. 第7巻（2010年10月5日発行、2010年9月30日発売） ISBN 978-4-09-151498-1
8. 第8巻（2011年6月4日発行、2011年5月30日発売） ISBN 978-4-09-151525-4
9. 第9巻 （2012年1月1日発行、2011年12月27日発売） ISBN 978-4-09-151533-9
10. 第10巻 （2012年9月4日発行、2012年8月30日発売） ISBN 978-4-09-151540-7
11. 第11巻 （2013年6月4日発行、2013年5月30日発売） ISBN 978-4-09-151548-3
12. 第12巻 （2014年1月1日発行、2013年12月27日発売） ISBN 978-4-09-151556-8
13. 第13巻 （2014年12月31日発行、2014年12月26日発売） ISBN 978-4-09-151566-7 [8]
14. 第14巻 （2015年6月3日発行、2015年5月29日発売） ISBN 978-4-09-151569-8

My First Big SPECIAL 全10巻
ワイド判。サブタイトルが追記されている他、むらかみかずこによるコラム「気軽に書いて心を伝える 手書きのひと言練習帖」が掲載されている。
1. 「一」と「十」（2015年10月30日発売）ISBN 978-4091181251
2. 言葉にできない（2015年11月20日発売）ISBN 978-4091181466
3. 「右」と「左」（2015年12月18日発売）ISBN 978-4091181695
4. かなの書（2016年1月22日発売）ISBN 978-4091181961
5. 変体がな（2016年2月19日発売）ISBN 978-4091182241
6. 入りたくない入りたい（2016年3月18日発売）ISBN 978-4091182524
7. 光源氏あれこれ（2016年4月15日発売）ISBN 978-4091182890
8. ふさわしい相手（2016年5月20日発売）ISBN 978-4091183149
9. 眠れない夜（2016年6月17日発売）ISBN 978-4091183385
10. 大ピンチ!（2016年7月15日発売）ISBN 978-4091183620

## テレビドラマ
テレビドラマ『とめはねっ! 鈴里高校書道部』は、2010年1月7日から同年2月11日までNHK総合テレビジョン『ドラマ8』で放送された。全6回。本作が『ドラマ8』での最後の作品となった。原作の主人公は大江縁だが、ドラマではヒロインの望月結希を中心に描かれた。朝倉あきにとってこれが連続ドラマ初主演となる。放送より半年以上前の2009年6月から8月にかけて、神奈川県の神奈川県立七里ガ浜高等学校を中心に、鎌倉市を主として撮影が行われた。また、当時は原作が未完であったことから、夏の寺院での合宿以後は、縁の父と結希の母、縁と結希の人間関係を軸にしたドラマオリジナルのストーリーが展開された。
劇中で使用された書道作品の一部は、全国各地の高校書道部（後述）により提供されたものである。
劇中曲は鷺巣詩郎が担当した。一部の楽曲は、本作と同じく鷺巣が音楽を担当しNHKで放送されたアニメ『ふしぎの海のナディア』で使用されたものである。

### キャスト
主要キャスト
- 望月結希 - 朝倉あき[11] / 小学2年生の結希（回想） - 大門果琳
- 大江 縁 - 池松壮亮
- 日野ひろみ - 亜希子 / 小学生のひろみ - 大空茜
- 加茂杏子 - 赤井沙希
- 三輪詩織 - 浅野かや
- 勅使河原亮 - 中村倫也
- 日野よしみ - 奈津子
- 影山先生 - 八嶋智人
- 望月結子 - 葉月里緒奈
- 大江義之 - ダンカン
- 大江英子 - 山本陽子
- 三浦清風 - 高橋英樹
- 島田大吉 - 春海四方
- 久我将也 - 加治将樹

鵠沼学園書道部員
- 宮田麻衣 - 高橋あゆみ
- 林修子 - 恒吉梨絵
- 烏丸明子 - 増元裕子
- 畠山亜里沙 - 本間理紗
- 熱田友
- 大平もも
- 岡崎莉子
- 落合萌
- 小島藤子
- 斉藤舞花
- 清水真緒
- 菅野麻由
- 宗田淑
- 山田麗

1年3組生徒
- 小川弦
- 小川千晴子
- 幸映
- 山入端佳美
- 八木静里菜

その他
- 笠置奈津子 - 篠原真衣
- 住職 - 坂田雅彦
- 板長 - 久保晶
- 審査委員長 - 前田昌明

解説放送ナレーター
- 小野健一

### 放送日程
| 各話                                             | 放送日  | サブタイトル   | 書道作品を提供した 高校書道部                              | 演出     | 視聴率 |
| ------------------------------------------------ | ------- | -------------- | ---------------------------------------------------------- | -------- | ------ |
| 第一回                                           | 1月07日 | 書道で勝負!    | 福岡県立青豊高等学校 北海道旭川西高等学校 湘南学院高等学校 | 森雅弘   | 6.3%   |
| 第二回                                           | 1月14日 | ダンシング書道 | 埼玉県立川口高等学校 千葉県立四街道高等学校                | 森雅弘   | 7.0%   |
| 第三回                                           | 1月21日 | 夢の書道甲子園 | 作新学院高等学校 北海道富良野高等学校                      | 日比野朗 | 6.0%   |
| 第四回                                           | 1月28日 | 書道か柔道か!? | 千葉県立成東高等学校 埼玉県立春日部女子高等学校            | 水村秀雄 | 4.6%   |
| 第五回                                           | 2月04日 | 書道部分裂!?   | 埼玉県立松山女子高等学校 千葉県立東葛飾高等学校            | 森雅弘   | 5.2%   |
| 最終回                                           | 2月11日 | 鈴里書道部の絆 | 八王子高等学校 成立学園高等学校                            | 森雅弘   | 6.2%   |
| 平均視聴率 5.88%（ビデオリサーチ調べ・関東地区） |         |                |                                                            |          |        |

### スタッフ
- 原作：河合克敏
- 脚本：旺季志ずか
- 音楽：鷺巣詩郎
- 書道指導：石飛博光
- 資料提供：出光美術館（第二回）、毎日書道会（第四回）、佐久市立天来記念館（第五回）
- 制作統括：高橋史典、山本敏彦、加賀田透
- 演出：森雅弘、日比野朗、水村秀雄
- 制作：NHKエンタープライズ
- 制作著作：NHK、The icon

### 主題歌
- 東方神起『BREAK OUT!』 (rhythm zone)

| NHK総合テレビジョン ドラマ8      | NHK総合テレビジョン ドラマ8                      | NHK総合テレビジョン ドラマ8                      |
| 前番組                           | 番組名                                           | 次番組                                           |
| -------------------------------- | ------------------------------------------------ | ------------------------------------------------ |
| ROMES 空港防御システム           | とめはねっ! 鈴里高校書道部                       | 廃枠                                             |
| NHK総合テレビジョン 木曜日20時台 |                                                  |                                                  |
| ROMES 空港防御システム           | とめはねっ! 鈴里高校書道部 【ここまでドラマ8枠】 | 新感覚ゲーム クエスタ 【ここからバラエティー枠】 |